# Maomé ibne Abedalá ibne Tair
Abu Alabás Maomé ibne Abedalá ibne Tair (Abu'l-Abbas Muhammad ibn Abdallah ibn Tahir; 824/5 - novembro de 867) foi um taírida que serviu o Califado Abássida como governador e chefe de polícia (saíbe da xurta) de Baguedade de 851 até sua morte, durante um período particularmente tumultuado na história da cidade, que incluiu seu cerco durante a guerra civil de 865–866, na qual desempenhou um grande papel. Ele também serviu na década de 860 como governador do Iraque, Meca e Medina, e foi um notório estudioso, poeta e patrono de artistas e estudiosos.

## Vida

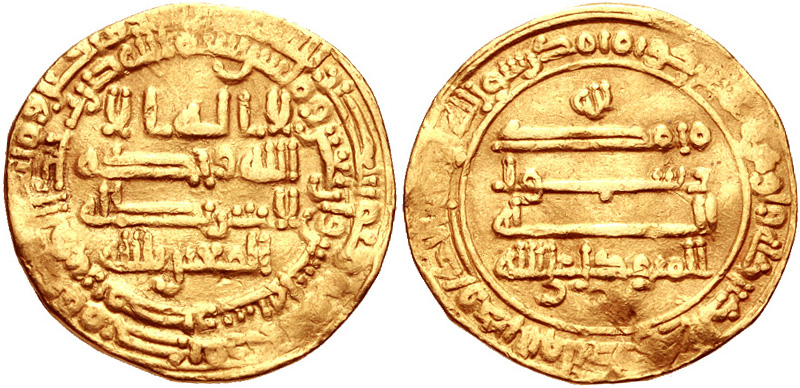
Dinar de ouro de Mutavaquil r.

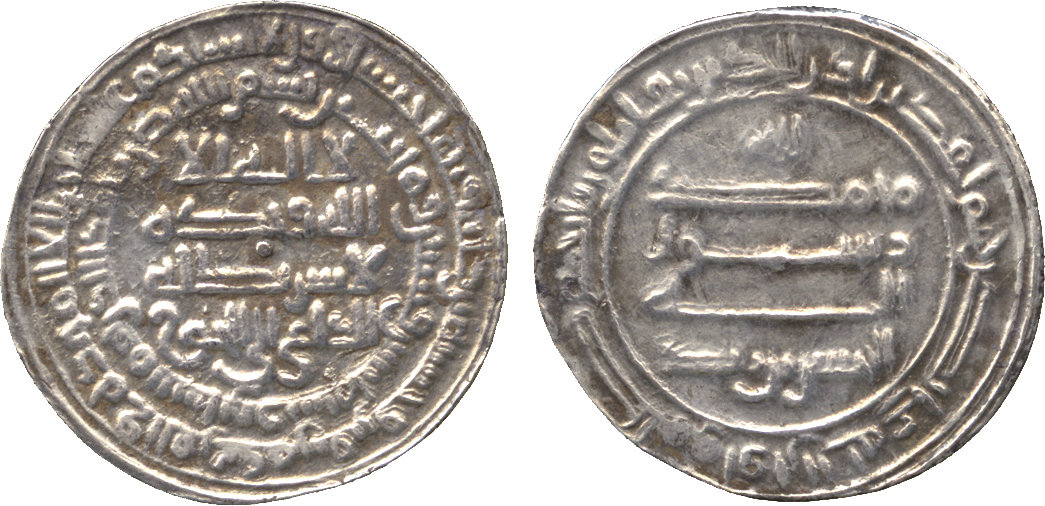
Dirrã de Haçane ibne Zaíde r.

Maomé nasceu em 824/5 (209 A.H.). Era filho de Abedalá ibne Tair do Coração, que após uma distinta carreira militar tornou-se governador militar (uale alarbe ualxurta) de Baguedade, antes de partir para o Oriente, onde governou uma vasta vice-realeza compreendendo o Irã central e oriental, de 830 até 845; segundo C.E. Bosworth, ele foi "talvez o maior dos taíridas". Baguedade e os interesses da família no Iraque permaneceram nas mãos de seu primo, Ixaque ibne Ibraim Almuçabi e seus herdeiros. No Oriente, Abedalá foi sucedido por seu filho Tair, mas no Iraque, a posição da família estava muito menos estável, com os taíridas brigando entre si. Como resultado, em 851 o califa Mutavaquil chamou Maomé ibne Abedalá do Coração para o Iraque, onde assumiu os governos de Baguedade, Sauade e Pérsis, enquanto segundo o estudioso egípcio do século X Axabusti, ele também serviu como camareiro califal (hájibe).
Logo após a ascensão de Almostaim em 862, Tair ibne Abedalá morreu. Almostaim propôs que Maomé ocupasse a vice-realeza de seu irmão no Oriente, mas ele recusou-se, e o filho de Tair, Maomé, foi nomeado em seu lugar. Maomé ibne Abedalá foi reconfirmado em seus antigos ofícios, e recebeu o governo de Meca e Medina. Os anos seguintes foram turbulentos para o califado, pois ele entrou num período de instabilidade doméstica que paralisou seu governo. Revoltas eclodiram em Baguedade em 863 com as notícias duma grande vitória bizantina contra os muçulmanos, que necessitou da intervenção de tropas turcas para suprimi-las, enquanto em 864, Maomé ibne Abedalá teve de suprimir uma revolta álida que eclodiu em Cufa sob Iáia ibne Omar, que derrotou o primeiro exército enviado contra ele antes de ser circundado e morto pelo general Huceine ibne Ismail em agosto.

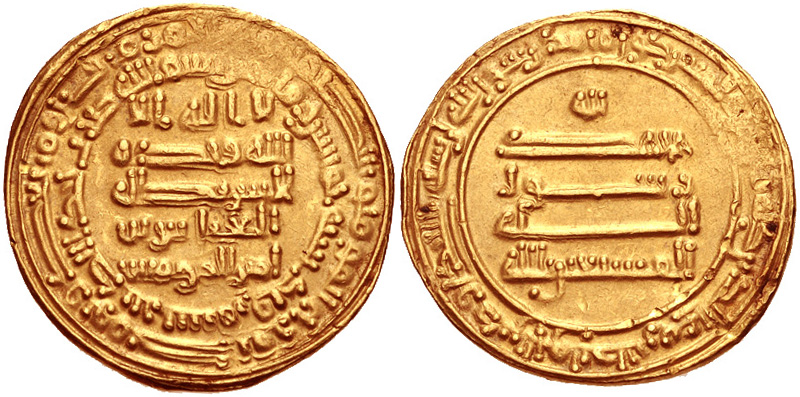
Dinar de ouro de Almostaim r.

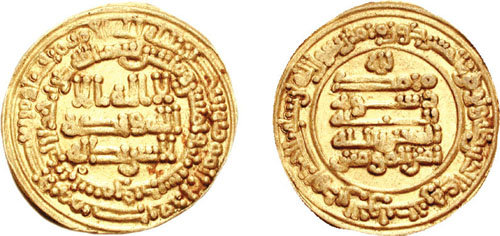
Dinar de ouro de Almutaz r.

O Iraque persa, junto com as províncias na costa sul do mar Cáspio, também permaneceram sob jurisdição de Maomé ibne Abedalá. Nas últimas, Gurgã e Tabaristão, Maomé nomeou seu irmão Solimão, cuja administração foi tão opressiva que os habitantes locais rebelaram-se em 864 e convidaram outro álida, Haçane ibne Zaíde, para liderá-los. Embora as forças taíridas conseguiram derrotar a revolta inicial e expulsar Haçane e seus apoiantes para as montanhas de Dailão, no começo da década de 870 ele conseguiu recuperar o Tabaristão, estabelecendo uma dinastia álida independente na região. Na Arábia também, elementos álidas usaram do tumulto no Iraque para rebelarem-se: em 865, um álida chamado Ismail ibne Iúçufe saqueou Meca e Medina, matando muitos dos peregrinos que reuniram-se lá para o haje, de modo que foi chamado Alçafaque (al-Saffak), "o Sanguinolento".
No mesmo ano, a luta civil na corte abássida alcançou Baguedade: em fevereiro de 865, Almostaim deixou Samarra junto com os generais turcos Uacife e Buga, o Jovem  e procurou refúgio em Baguedade. De volta em Samarra, o resto do exército turco elevou Almutaz ao trono, e sob o comando do novo irmão do califa, Abu Amade, marchou contra Baguedade. O cerco de Baguedade pelas tropas samarranas durou o ano inteiro, e Maomé ibne Abedalá liderou a defesa em apoio de Almostaim. Gradualmente, contudo, desistiu de qualquer perspectiva de vitória, e começou negociações com Abu Amade. Ele foi acusado de traição e quase linchado pelos defensores da cidade, e foi salvo apenas pela intervenção de Almostaim. Posteriormente, Almostaim concordou em render-se e então abdicar em favor de Almutaz em janeiro de 866. Maomé permaneceu em sua posição e reteve seus ofícios até sua morte em novembro de 867.
Entre os contemporâneos, foi também conhecido como um estudioso e poeta. Ele relatou hádices, e foi patrono de artistas como o cantor Amade ibne Iáia Almaqui, chamado Zunaine, que escreveu seu "Livro de Canções de Escolha" (Kitab mujarrad fi'l-aghani) para ele. Maomé também teve um "interesse vívido em gramática e filologia" (Bosworth), com os gramáticos proeminentes Almubarrabe e Talabe frequentando seus círculos e participando em disputas em sua presença.